# Thaumantis candika
Thaumantis candika är en fjärilsart som beskrevs av Hans Fruhstorfer 1905. Thaumantis candika ingår i släktet Thaumantis och familjen praktfjärilar. Inga underarter finns listade i Catalogue of Life.